# Voces inocentes
Voces inocentes es una película mexico-salvadoreña de 2004 dirigida por Luis Mandoki que transcurre durante la guerra civil salvadoreña en 1980, estrenada el 28 de enero de 2005 y se basa en la infancia del escritor salvadoreño Óscar Torres. La película aborda el uso de los niños por parte del ejército y retrata la injusticia en contra de personas inocentes que se ven obligadas a combatir en la guerra. La película está orientada a un público adulto debido a su fuerte contenido violento.

## Argumento
La película nos relata la historia de Chava, un niño que vive en circunstancias difíciles a causa de una guerra desatada en El Salvador. Chava vive con la preocupación de ser reclutado, ya que a los niños mayores de 12 años los reclutan para prepararlos para el ejército. Su padre dejó a su familia para ir a Estados Unidos, por lo que Chava a temprana edad quedó como el hombre responsable de la casa. La madre de Chava trabajaba para mantener a la familia, hasta que un día tuvo que trabajar hasta tarde y entonces -al caer la noche- Chava seguía esperando a que volviera su madre. Pero de pronto un estruendo lo sorprendió a él y a su hermana: eran disparos de las fuerzas armadas de El Salvador que libraban una batalla con los rebeldes de la guerrilla del FMLN. Chava cerró la puerta y tapó las ventanas, metió a su hermana y su hermano debajo del soporte de la cama y esperaron hasta que las cosas se tranquilizaran. Al día siguiente, Chava fue a hacer un mandado y observó una central de autobuses; entonces empezó a explorar y encontró un autobús abierto y se subió a jugar a ese autobús que no tenía conductor. Después de un tiempo llegó el conductor y lo vio y le propuso que trabajara para él y Chava aceptó, pues él quería ayudar a su madre con el gasto diario.
Al final Chava trata de irse a la guerrilla,  pero el ejército llega y los arrestan a todos y se los llevan para el monte para matarlos pero solo matan a dos de sus amigos, ya que la guerrilla llega antes de que maten a Chava. Este sale corriendo y ve a un soldado en el monte franqueando desde arriba y decide que lo va a matar, pero no lo hace ya que lo ve y se da cuenta de que era un amigo suyo; él decide irse a buscar a su madre pero encuentra todo incendiado, así que pasa todo el día allí. Al día siguiente cuando el fuego ya se ha acabado casi por completo baja de un árbol donde había subido para ver su casa ya destruida pero, ve a su madre allí viva y deciden irse juntos; al día siguiente su madre decide que él debe irse para los Estados Unidos con su padre y así termina la película. Fue filmada en México, en el poblado de Xico, Veracruz y sus alrededores.

## Elenco
1. Carlos Padilla: Chava.
2. Leonor Varela: Kella.
3. Gustavo Muñoz: Ancha.
4. José María Yazpik: Tío Beto.
5. Ofelia Medina: Mamá Toya.
6. Daniel Giménez Cacho: Cura.
7. Jesús Ochoa: Chofer.
8. Alejandro Felipe Flores: Ricardito.
9. Xuna Primus: Cristina María.
10. Paulina Gaitan: Angelita.
11. Ana Paulina Cáceres: Rosita.
12. Adrián Alonso: Chele.
13. Alan Chávez: Antonio.
14. Andrés Márquez: Marcos.
15. Jorge Ángel Toriello: Fito.
16. Héctor Jiménez: Ratón.
17. José Agustín Flores: Tío Mario.
18. Diego Alejandro: Profesor.
19. Rodrigo Enrique: Guerrillero.
20. Diana Camila: Caballero.
21. Paola Alejandra: Guerrillera del FMLN (AK47).

## Críticas
Una de las mayores críticas de la película es que los personajes no hablan con acento salvadoreño o la inexistencia del caliche. En El Salvador, las personas utilizan mucho el voseo al hablar. Una situación no presente en la película. Se dice que la actuación del personaje no es acorde a la realidad que se vivió en esa guerra pues miles y miles de niños combatieron en ella, ya fuera en uno u otro bando. Cabe decir que esta obra es basada en la infancia del escritor salvadoreño Óscar Torres. Un punto muy importante, que recibió muy buenas críticas es basado en el mensaje final, donde se percibe la señal de «siempre hay una salida distinta».

## Premios
- Un Premio Corazón de Cristal, así como el Premio a la Elección del Público Dramático de funciones en el Heartlend Film Festival 2005-2006.[3]
- Aguja Espacial de Oro, premio en el Festival Internacional de Cine de Seatle 2005.[4]
- Premio Stanley Romero del Gremio de Productores de América.
- Premio Ariel a Mejor coactuación femenina (Ofelia Medina), Mejor maquillaje (David Ruiz Gameros), Mejor efectos especiales (Jesús Durán) 2005.[5]